# Alexandre Rignault
Alexandre Rignault (14 de febrero de 1901 - 2 de abril de 1985) fue un actor de cine, teatro y televisión francés.

## Biografía
Alexandre Rignault nació el 14 de febrero de 1901 en casa de sus padres, rue Guy de la Brosse en el quinto distrito de París; su padre era mecánico, su madre se ocupaba del hogar. A mediados de la década de 1920, tras ejercer diversas profesiones, soñaba con ser actor. Como la vocación teatral era irresistible, se armó de valor y envió una carta a Louis Jouvet para ofrecerle sus servicios. Jouvet lo recibe y, conmovido por este hombre corpulento y algo brusco, lo contrata para que desempeñe el papel de útil en su tropa. Durante unos quince años, el joven actor participó en obras de Gogol, Marcel Achard y Jules Romains y participó en la creación de tres obras de Jean Giraudoux: Amphitryon 38 (1939), Intermezzo (1933), en la Comédie des Champs-Élysées y Ondine (1939) en el Théâtre de l'Athénée. Después de la Segunda Guerra Mundial, todavía lo vemos en varias obras de Paul Claudel, entre otras, presentadas en el Théâtre du Vieux-Colombier.
Para su entrada en el cine, en 1931, Alexandre Rignault interpretó al crítico de arte Langelard para Jean Renoir, en El perro, un drama social y realista con Janie Marèze y Michel Simon. Lo que más llama la atención cuando miramos la extensa filmografía de este actor es que refleja toda la historia del cine francés, desde los inicios del cine sonoro hasta mediados de los años 1980. Rara vez papeles protagonistas, a veces incluso siluetas, personajes que a menudo pasan rápido pero. Ciertamente nunca pasa desapercibido. Sabe dar vida a roles que para otros seguramente habrían resultado muy banales. Es un verdadero talento saber darle alma a todos estos personajes. Recoge así en pantalla todo tipo de profesiones: capataz, tabernero, cartero, gendarme, médico, guardabosques, cura, notario, aparcero, vendedor ambulante, campesino, etc.
Alexandre Rignault empezó realmente a darse a conocer en 1937 interpretando al rey Enrique VIII en François 1er, de Christian-Jaque, con Fernandel en el papel principal. Entre sus papeles más destacados cabe recordar el del Doctor O’Leary en The Puritan (1937) de Jeff Musso; Baptistes Rey, el que acusa falsamente a Jean-Louis Barrault, en Farinet ou l’or dans la montagne (1938) de Max Haufler; El comisario Juve en Fantomas (1947) de Jean Sacha y Fantômas contre Fantômas (1948) de Robert Vernay; El padre de Dany Robin en La fête à Henriette (1952) de Julien Duvivier. Se codeó con todos los grandes actores de su tiempo y apareció ante la cámara de grandes directores, entre ellos: Fritz Lang, Maurice Tourneur, Marcel L'Herbier, Jean Delannoy, André Cayatte, Henri Verneuil y Jean-Pierre Mocky. En 1975, incluso participó en una película de Jean-Luc Godard.
Desde finales de los años 1950, Alexandre Rignault hizo frecuentes apariciones en televisión. Lo vemos en particular en el Théâtre de la Jeunesse, interpretado por Grandgousier en el episodio dedicado a Gargantua (1962) de Rabelais, con Jean Richard en el papel principal. También es el conde Robert de Clermont en Los reyes malditos (1973) de Claude Barma o el patriarca Gregor Kovalic en la famosa saga Châteauvallon (1985), papel que pone fin a su prolífica carrera. En efecto, después de una treintena de obras de teatro y más de 200 papeles en cine y televisión, Alexandre Rignault murió el 31 de marzo de 1985 en Saint-Mandé, en Val-de-Marne. Está enterrado en el cementerio parisino de Montparnasse.

## Teatro
- 1926 : El carruaje del Santísimo Sacramento de Prosper Mérimée, dirección de Louis Jouvet, Comédie des Champs-Élysées
- 1927 : El Revizor de Nicolas Gogol, dirigida por Louis Jouvet, Comédie des Champs-Élysées
- 1929 : Suzanne de Steve Passeur, dirección de Louis Jouvet, Comédie des Champs-Élysées
- 1929 : Amphitryon 38 de Jean Giraudoux, dirección de Louis Jouvet, Comédie des Champs-Élysées
- 1932 : El Margrave de Alfred Savoir, dirigida por Louis Jouvet, Comédie des Champs-Élysées
- 1933 : Intermezzo de Jean Giraudoux, dirección de Louis Jouvet, Comédie des Champs-Élysées
- 1933 : Monsieur Le Trouhadec presa del libertinaje de Jules Romains, dirigida por Louis Jouvet, Comedia de los Campos Elíseos
- 1933 : Pétrusde Marcel Achard, dirección de Louis Jouvet, Comédie des Champs-Élysées
- 1935 : Knock o el triunfo de la medicina  de Jules Romans, dirigida por Louis Jouvet, Comédie des Champs-Élysées
- 1938 : Le Corsaire de Marcel Achard, dirección de Louis Jouvet, Théâtre de l'Athénée
- 1939 : Ondina de Jean Giraudoux, dirección de Louis Jouvet, Théâtre de l'Athénée
- 1943 : Pulgarcito de Claude-André Puget, dirección de Gaston Baty, Teatro Montparnasse
- 1945 : Lorenzaccio de Alfred de Musset, dirección de Gaston Baty, Teatro Montparnasse
- 1947 : La mujer de tu juventud de Jacques Deval, dirección del autor, Théâtre Antoine
- 1949 : La Corde au cou de Jean Guitton, dirección de AM Julien, teatro Sarah Bernhardt
- 1958 : Don Juan de Henry de Montherlant, dirección de Georges Vitaly, Théâtre de l'Athénée
- 1962 : El rehén de Paul Claudel, dirección de Bernard Jenny, Théâtre du Vieux-Colombier
- 1962 : Le Pain dur de Paul Claudel, dirección de Bernard Jenny, Théâtre du Vieux-Colombier
- 1962 :  El padre humillado de Paul Claudel, dirección de Bernard Jenny, Théâtre du Vieux-Colombier
- 1963 : El rehén de Paul Claudel, dirección de Bernard Jenny, Théâtre des Célestins
- 1965 : Los enemigos de Maxime Gorky, dirigida por Pierre Debauche, Festival de Nanterre
- 1969 : Tartufo de Molière, dirección de Bernard Jenny, Théâtre du Vieux-Colombier
- 1969 : Este loco de Platonov de Antón Chéjov, dirección de Bernard Jenny, Théâtre du Vieux-Colombier
- 1969 : Las bacantes de Eurípides, dirección de Jean-Louis Thamin, Théâtre de l'Ouest Parisien, Festival de Aviñón
- 1970 : La nieve estaba sucia de Georges Simenon, dirección de Robert Hossein a partir de la de Raymond Rouleau, Théâtre des Célestins, gira Herbert-Karsenty

## Filmografía

### Cine
- 1931 : La Chienne de Jean Renoir : Langelard, crítico de arte
- 1933 : Knock o el triunfo de la medicina de Roger Goupillières : el primer hombre
- Las mil segundas noches de Alexandre Volkoff
- La Assommoir de Gaston Roudès : Gouget
- La ordenanza de Victor Tourjansky : Philippe
- La cabeza de un hombre de Julien Duvivier : Joseph Heurtin
- 1934 : Fanatismo de Gaston Ravel y Tony Lekain
- 1934 : La casa de la duna de Pierre Billon
- Noche de mayo de Gustav Ucicky y Henri Chomette : Gaysberger
- Liliom de Fritz Lang : Hollinger
- El aventurero de Marcel L'Herbier : Karl Nemo, el comprador
- María Chapdelaine de Julien Duvivier  : Eutrope Gagnon
- 1935 : Los bellos días de Marc Allégret
- Justino de Marsella de Maurice Tourneur : Esposito
- Crimen y castigo de Pierre Chenal : Razoumikhine
- La tripulación de Anatole Litvak : la amante del jefe
- Conciencia de Robert Boudrioz (cortometraje)
- 1936 : Pozo en llamas de Victor Tourjansky
- Los abandonados de Jacques Séverac : Faggianelli
- The Robber Symphony deFriedrich Fehér : el posadero / el diablo negro (también en la versión inglesa de la película)
- La tierra que muere, de Jean Vallée : Mathurin
- 1937 : La mujer en el fin del mundo de Jean Epstein
- Las hijas del Ródano de Jean-Paul Paulin
- La Torre de Nesle de Gaston Roudès : Landry
- Fuerte Dolores de René Le Hénaff
- El correo del sur de Pierre Billon : Hubert
- Francisco I de Cristián -Jaque : Enrique VIII
- La ciudadela del silencio de Marcel L'Herbier : el guardián
- El puritano de Jeff Musso : Doctor O'Leary
- 1938 : Farinet u oro en la montaña de Max Haufler  : Baptiste Rey
- La tragedia imperial de Marcel L'Herbier : Bloch (otros títulos: El diablo de Siberia , El fin de los Romanoff , Rasputín )
- Café de París de Yves Mirande : Révillac
- 1939 : La tradición de medianoche de Roger Richebé : Hortilopitz
- El carro fantasma de Julien Duvivier : el gigante
- 1940 : Serenata de Jean Boyer : El gendarme
- Los músicos del cielo de Georges Lacombe : El gran Georges
- La escuela de mujeres de Max Ophüls : Orontes - película interrumpida
- Campo 13 de Jacques Constant : Pascal
- 1941 : Volpone de Maurice Tourneur : Capitán Leone Corbaccio
- 1942 : El Benefactor de Henri Decoin : El jefe
- Pontcarral, coronel del imperio de Jean Delannoy : el cartero
- 1943 : El conde de Montecristo de Robert Vernay : Caderousse
- El viajero de Todos los Santos de Louis Daquin : Rinquet
- Madame y los muertos de Louis Daquin : abril
- Malaria de Jean Gourguet : Padre Dalmar
- El sol de medianoche de Bernard Roland : Cherensky
- El secreto de Madame Clapain de André Berthomieu : El guardabosques
- Adémaï honra al bandido de Gilles Grangier  : Freddo
- Los misterios de París de Jacques de Baroncelli : El maestro de escuela
- Tornavara de Jean Dréville : El pastor
- El eterno retorno de Jean Delannoy : Morholt
- El hombre de Londres de Henri Decoin : Keridan
- 1944 : Foto en la cabeza de René Le Hénaff : El cuidador
- 1945 : El último metro de Maurice de Canonge
- El misterio de Saint-Val de René Le Hénaff : Antoine
- 1946 : Raboliot de Jacques Daroy : Firmin Tournafier
- Christine se casa con René Le Hénaff : Armand, el criador de zorros
- El Capitán de Robert Vernay  : Rinaldo
- Monsieur Grégoire se escapa de Jacques Daniel-Norman : Paulo, el luchador
- 1947 : Noche sin fin de Jacques Séverac : Joseph
- Torrentes de Serge de Poligny : Ben Napoleón
- Fantômas de Jean Sacha : Juve
- 1948 : Fuerte en soledad de Robert Vernay : Péhu
- Ruy Blas de Pierre Billon : Goulatromba
- Emilio el Africano de Robert Vernay : Stany
- Los recuerdos no están a la venta de Robert Hennion : Sancelmoz
- 1949 : El hurón de Raymond Leboursier
- Los dioses del domingo de René Lucot : Léon Thévenin
- Fantômas contra Fantômas  de Robert Vernay : Juve
- El hechicero del cielo de Marcel Blistène : Ruffin
- El mártir de Bougival de Jean Loubignac : inspector Foucher
- 1950 : Zona fronteriza de Jean Gourguet : Verkouter
- El hombre de Jamaica de Maurice de Canonge : Rapal
- Los jugadores de Claude Barma
- 1951 : Andalucía de Robert Vernay : Pancho
- Bibi Fricotin de Marcel Blistène : Tartazán
- El pecado más bonito del mundo de Gilles Grangier : Grasdu
- 1952 : Jocelyn de Jacques de Casemroot : El pastor
- Duelo en Dakar entre Claude Orval y Georges Combret : Martinzal
- El hombre fuerte de Batignolles de Guy Lacourt : El hombre fuerte
- Todos somos asesinos de André Cayatte : El Gendarme
- En la vida todo sale bien de Marcel Cravenne : Rondeau - Además de la versión en inglés Pardon My French de Bernard Vorhaus
- Piedalu hace milagros de Jean Loubignac
- Brelan d'as (Los testimonios de un segmento de niños de coro) de Henri Verneuil
- La Fête à Henriette de Julien Duvivier : El padre
- 1953 : Un capricho de la amada de Carolina de Jean-Devaivre : El violador
- El regreso de Don Camillo de Julien Duvivier : Franceso Gallini conocido como Nerón
- 1954 : Piédalu diputado de Jean Loubignac : El sacerdote
- El curandero Leguignon de Maurice Labro : El jefe de personal
- El rojo y el negro de Claude Autant-Lara : Padre Sorel
- 1956 : Las aventuras de Gil Blas de Santillane de René Jolivet
- Las aventuras del travieso Till de Gérard Philipe y Joris Ivens : Un campesino
- Las zanahorias las cocina Robert Vernay : M. Noblet, el bistró
- 1957 : Las brujas de Salem de Raymond Rouleau : Willard
- El camino feliz de Gene Kelly : El leñador
- Hola juventud de Maurice Cam : El primo
- Pot-Bouille de Julien Duvivier : Calabaza
- 1958 : Madame y su coche de Robert Vernay  : Goujut
- Clara y los malos o niños verdugos de Raoul André
- 1959 : El muelle de las ilusiones de Émile Couzinet
- El jorobado de André Hunebelle : El posadero
- 1960 : Fenómenos divertidos de Robert Vernay : Abbé Panegras
- María de las Islas de Georges Combret
- Ojos sin rostro de Georges Franju : inspector Parot
- El barón de la cerradura de Jean Delannoy : El guardián de la cerradura
- Los viejos de la ciudad vieja de Gilles Grangier : Un granjero
- Boulevard de Julien Duvivier : El entrenador de boxeo
- 1961 : Don Camillo Monseñor de Carmine Gallone : Bagot
- 1962 : El rey de las montañas o el ladrón de mujeres de Willy Rozier
- Campanas sin alegría de Charles Brabant
- El escorpión de Serge Hanin : Comisario Ulrich
- El caballero de Epsom de Gilles Grangier  : Charlot
- 1964 : Angélique Marquise des Anges por Bernard Borderie : Guillaume Lützen
- El día después de mañana de Robert Parrish
- 1966 : Que no cunda el pánico de Sergio Gobbi
- El centinela durmiente de Jean Dréville : Sylvain
- La noche de las despedidas de Jean Dréville
- 1971 : Hasta el amor de Frédéric Rossif
- 1972 : No loca, la avispa de Jean Delannoy
- Dejad ir a las perras de Bernard Launois
- 1974 : Les Guichets du Louvre de Michel Mitrani : El vecino
- 1975 : Las joyas de la familia de Jean-Claude Laureux : Edmond, el abuelo
- Debemos vivir peligrosamente de Claude Makovsky
- Número dos de Jean-Luc Godard y Anne-Marie Miéville : Abuelo
- 1976 : A la sombra de un verano de Jean-Louis van Belle
- 1977 : El diablo en el palco de Pierre Lary : Presidente Lelong
- 1978 : El paraíso de los ricos de Paul Barge : Victor
- 1979 : Un balcón en el bosque de Michel Mitrani
- Las fabulosas aventuras del legendario barón Munchausen, caricatura de Jean Image (voz)
- 1980 : Mi tío de América de Alain Resnais : El abuelo de Jean
- No te preocupes, es tratable por Eddy Matalon : Corbucci
- 1982 : ¿Hay un francés en la sala? por Jean-Pierre Mocky : Tío Eusebe
- La indiscreción de Pierre Lary : Sr. . Nucera
- 1983 : El amigo de Vincent de Pierre Granier-Deferre : Raoul
- 1984 : Socios de Claude d'Anna : Raymond Malleret

### Televisión
- 1961 : La diosa dorada de Robert Guez : el líder
- 1962 : El inspector Leclerc investiga, episodio: Un muerto sin cartera de Yannick Andreï : Adrien
- 1963 : El camino de Pierre Cardinal : Corneille
- 1965 : Mi reino para un conejo (película para televisión) : El coronel
- 1966 : Ilusiones perdidas de Maurice Cazeneuve, según Honoré de Balzac
- 1967 : Jean de la Tour Miracle de Jean-Paul Carrère : Castillac
- 1967 : El hombre de las canas de Max Leclerc
- 1968 : Cuentos del gato posado : el perro (voz)
- Los niños del arrabal (Los últimos cinco minutos , núm .  45) de Claude Loursais : Natole
- 1969 : D'Iberville, episodio Una paz vergonzosa  : Jacques Le Ber
- Café cuadrado
- 1970 : La ventana (película para televisión): el comisario
- 1971 : Quentin Durward por Gilles Grangier
- La casa del bosque de Maurice Pialat : Birot, el alcalde
- El prusiano de Jean L'Hôte (película para televisión): el notario
- Los archivos del profesor Morgan, episodio: El coronel murió anoche
- 1972 : Fugas famosas, episodio La extraña muerte del señor de la Pivardière : El posadero
- Una morena de ojos azules (película para televisión): Ezequías
- El estanque del diablo de Pierre Cardinal (película para televisión): el aparcero
- Figaro-ci, Figaro-là (película para televisión): Caron, el padre de Beaumarchais
- Él (película para televisión): el comandante
- Los Boussardel de René Lucot : Alexandre
- Los reyes malditos de Claude Barma : Robert de Clermont
- El huevo de Jean Herman según Félicien Marceau (película para televisión): Tío Émile
- 1973 : El portero del pan de Marcel Camus : el ladrador
- Pierre et Jean de Michel Favart (película para televisión): Beausire
- Un tirano bajo la lluvia : Edgar
- Allá arriba, las cuatro estaciones.
- Molière para reír y llorar de Marcel Camus : Dufresne
- Las tres muertes de Émile Gauthier (película para televisión): el sacerdote
- Lucien Leuwen de Claude Autant-Lara : Teniente Coronel Filloteau
- 1974 : Sultán en venta (película para televisión): El comerciante
- El loco amor del señor de Mirabeau : Allègre
- Extraño ¿de dónde vienes?  : viejo Amestoy
- Chéri-Bibi de Jean Pignol
- 1975 : Salavin de André Michel (película para televisión): Sureau
- El cardenal de Retz (película para televisión): Consejero Broussel
- Los pretendientes de Madame Berrou (película para televisión): el abuelo paterno
- Prueba de trece : Vessilier
- La dama del amanecer (película para televisión): el abuelo
- 1977 : El papá de la luna : Ernest
- La familia Cigale : el productor
- 1978 : El tiempo de los ases de Claude Boissol : Jérôme
- Un profesor americano de Patrick Jeudy : el viejo (película de cine retransmitida por televisión)
- 1979 : Los grandes conjuros : El golpe del 2 de diciembre (película para televisión): Bicherel
- La ciudad de los silencios de Jean Marboeuf  : el director general de la empresa
- 1980 : Aeropuerto: Charter 2020 (película para televisión): Jacques
- The Guardian (película para televisión): Martial M.
- Salve (película para televisión): Manella
- Los amores de los locos años veinte, episodio Los solitarios de Myols : Mathieu
- La Peau de chagrin, película para televisión de Michel Favart según Honoré de Balzac : Jonathas
- 1982 : El pato salvaje (película para televisión): Sr. Werle, propietario de la fábrica
- 1983 : Amor romántico , episodio La cruz de Berny
- Santa e hijo (película para televisión)
- 1984 : Jacques el fatalista y su maestro de Claude Santelli (película para televisión)
- 1985 : Châteauvallon de Paul Planchon, Serge Friedman, Emmanuel Folladosa : Grégor Kovalic
- Mi mejor Navidad, episodio El pájaro azul : El tiempo